# 山径越野跑

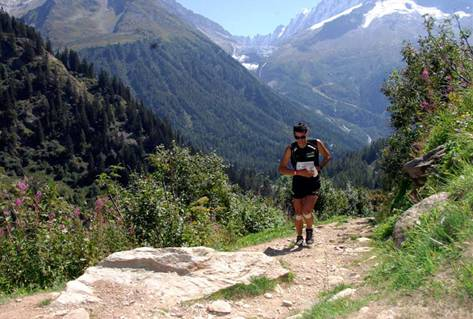
基里安·霍尔内特，于2008年环勃朗峰超级越野耐力赛中

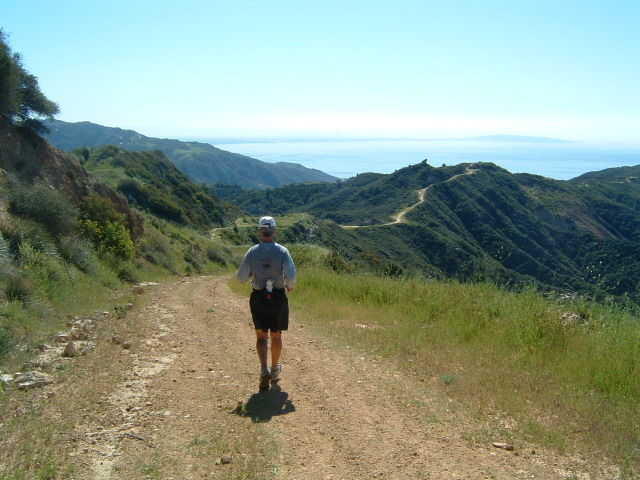
南加利福尼亚州圣塔莫尼卡山脉的山脊小径

山径越野跑是一种在小径上跑步与徒步的运动。它和公路跑与场地跑的区别在于，跑者主要是在徒步小径上跑步，通常会经过山地，可能出现较大起伏。中文的“越野跑”通常指trail running，也称作“山径越野跑”、“山地越野跑”或者“跑山”，这一类的越野跑比赛中一般会出现40公里以上的长距离赛道。同时，“越野跑”在中文里也可用来指田径越野跑（cross country running），它是一项国际田联赛事，通常赛道较短，不超过12公里，规则比山径越野跑要严格。
越野跑的参与人数正在逐年上升。从2006年到2012年美国的越野跑人数从450万上升到了600万。 不仅北美拥有上百个越野跑赛事，全世界的越野跑赛事的数量也在最近几年迅速增长。 很多人比起公路跑来更偏爱越野跑，主要原因一是越野跑的压力会更小，另一方面是越野跑可以与自然环境接触。 走向自然的潮流，也使得最近五年内，一些非常规的越野马拉松和探索性比赛的参与者迅速增加。